# Podusilna
Podusilna (ukr. Підусільна / Pidusilna) – wieś na Ukrainie w rejonie lwowskim (wcześniej w rejonie przemyślańskim) należącym do obwodu lwowskiego.
W XIX w. osiedlili się tutaj koloniści mennoniccy.
We wsi 28 listopada 1882 urodził się Teodor Rupp, nauczyciel, profesor Panńswowych gimnazjów w Buczaczu i I gimnazjum w Stryju